# Hadenoecus
Hadenoecus is een geslacht van rechtvleugeligen uit de familie grottensprinkhanen (Rhaphidophoridae). De wetenschappelijke naam van dit geslacht is voor het eerst geldig gepubliceerd in 1862 door Scudder.

## Soorten
Het geslacht Hadenoecus omvat de volgende soorten:
- Hadenoecus barri Hubbell, 1978
- Hadenoecus cumberlandicus Hubbell & Norton, 1978
- Hadenoecus jonesi Hubbell, 1978
- Hadenoecus opilionides Hubbell, 1978
- Hadenoecus subterraneus Scudder, 1861